# مارگاریدا کورسیرو
مارگاریدا کورسیرو (به انگلیسی: Margarida Corceiro) که بیشتر با نام ماگویی کورسیرو شناخته می‌شود (زادهٔ ۲۶ اکتبر ۲۰۰۲)، بازیگر، اینفلوئنسر و مدل پرتغالی است.

## زندگی‌نامه
او اولین حضور تلویزیونی خود را در سال ۲۰۱۹ در برنامه تلویزیونی پرایزنیرا انجام داد. در سال ۲۰۲۰ او در بم می کوئر، بازی کرده است.
در سال ۲۰۱۹ او با بازیکن فوتبال ژوآو فلیکس آشنا شد.
در سال ۲۰۲۰ او به پنجمین نسخه از نسخه پرتغالی رقصیدن با ستاره‌ها پیوست.

## فیلم‌شناسی

### مجموعه تلویزیونی
| سال       | عنوان        | نقش                           | کانال  |
| --------- | ------------ | ----------------------------- | ------ |
| ۲۰۱۹-۲۰۲۰ | پرایزنیرا    | کارولینا آتالایا              | تی‌وی‌آی |
| ۲۰۲۰-۲۰۲۱ | بم می کوئر   | کونستانسا کُنیا ترینداد د سوسا | تی‌وی‌آی |
| ۲۰۲۲      | کوئرو اِ ویوِر | ریتا ویرا منزز د سوسا         | تی‌وی‌آی |